# Cecil Bødker
Cecil Bødker, född 27 mars 1927 i Fredericia, död 19 april 2020 var en dansk författare, mest känd för sina barnböcker. 
Bødker föddes i Fredericia i Jylland och utbildade sig till silversmed. Under 1969 bodde hon fyra månader i Etiopien, något som avspeglas i Rovdjuret och Dimma Gole.
Hennes bok Silas og den sorte hoppe från 1967 ingår i Danmarks barnkulturkanon.